# 김영기 (축구 선수)
김영기(金永基, 1985년 1월 24일 ~ )는 대한민국의 축구 선수로 포지션은 골키퍼이며 동생은 도치기 시티의 골키퍼 김성기다.